# Brunettia spadix
Brunettia spadix är en tvåvingeart som beskrevs av Quate 1967. Brunettia spadix ingår i släktet Brunettia och familjen fjärilsmyggor. Inga underarter finns listade i Catalogue of Life.